# Нидерхаузен (Наэ)
Нидерхаузен (нем. Niederhausen) — община в Германии, в земле Рейнланд-Пфальц.
Входит в состав района Бад-Кройцнах. Подчиняется управлению Бад Мюнстер ам Штайн-Эбернбург. Население составляет 509 человек (на 31 декабря 2010 года). Занимает площадь 5,31 км².